# Vales Pasiegos

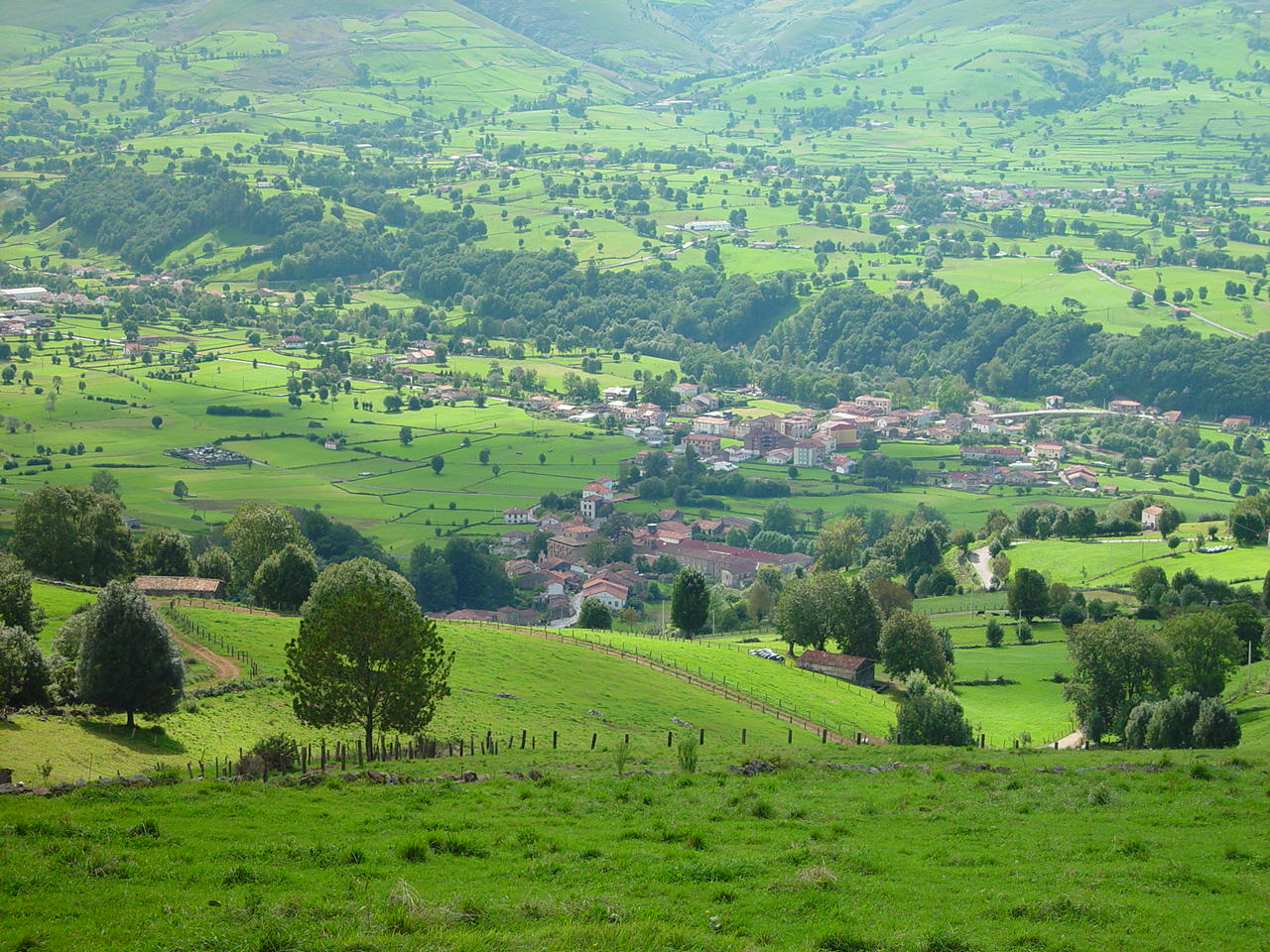
vista de Villacarriedo

Os Vales Pasiegos (em castelhano: Valles Pasiegos) são uma comarca do norte de Espanha, na província e comunidade autónoma da Cantábria. É constituída por treze municípios, cuja área conjunta é 599 km² e em 2021 tinham um total de 26 077 habitantes. Apesar de já existir uma lei para a divisão em comarcas da Cantábria desde 1999, esta ainda não foi regulamentada, pelo que a comarca, como as restantes da comunidade autónoma, não tem carácter administrativo oficial. No entanto, a denominação Valles Pasiegos e o respetivo logotipo são marcas registadas desde 2007, registadas pela mancomunidade de Valles Pasiegos (Associação para a Promoção e Desenvolvimento dos Vales Pasiegos), a qual tem a sua sede em Villacarriedo.
A comarca situa-se nos vales do Pas [es] e seus afluentes, do Pisueña [es], Magdalena [es], além de toda a cabeceira do rio Miera. Devido a isso, a comarca é também conhecida como Pas-Miera e Pas-Pisueña-Miera.
A Pasieguería é um topónimo histórico, situado na extremidade meridional da comarca, que compreende as cabeceiras dos rios Pas, Pisueña e Miera além do território de Las Machorras, a norte de Espinosa de los Monteros, na província de Burgos. Esta região, tradicionalmente habitado por uma etnia de criadores de gado que praticam um tipo de transumância de percursos relativamente curtos, conhecida como trasterminancia [es] e que são conhecidos como pasiegos, nome tomado pela comarca.
| Comarcas limítrofes dos Vales Pasiegos                                                                                             |                     |                |
| Besaya • Santander | Santander           | Trasmiera      |
| Besaya |                     | Asón-Agüera    |
| Campoo-Los Valles | Las Merindades [es] | Las Merindades |
| Todas as comarcas são da Cantábria, exceto Las Merindades, a qual é da província de Burgos, comunidade autónoma de Castela e Leão. |                     |                |

## História e arquitetura

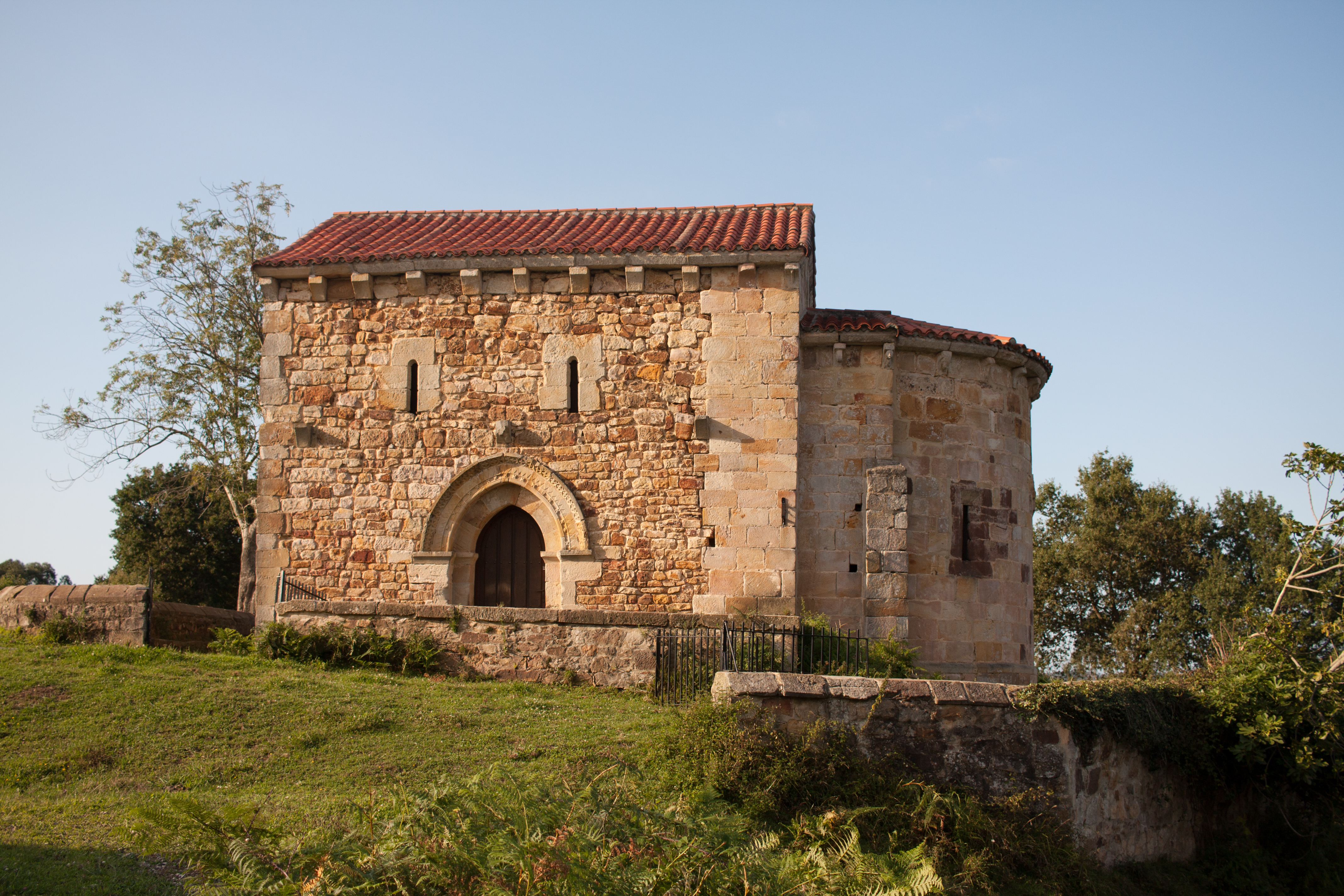
São Miguel de Carceña

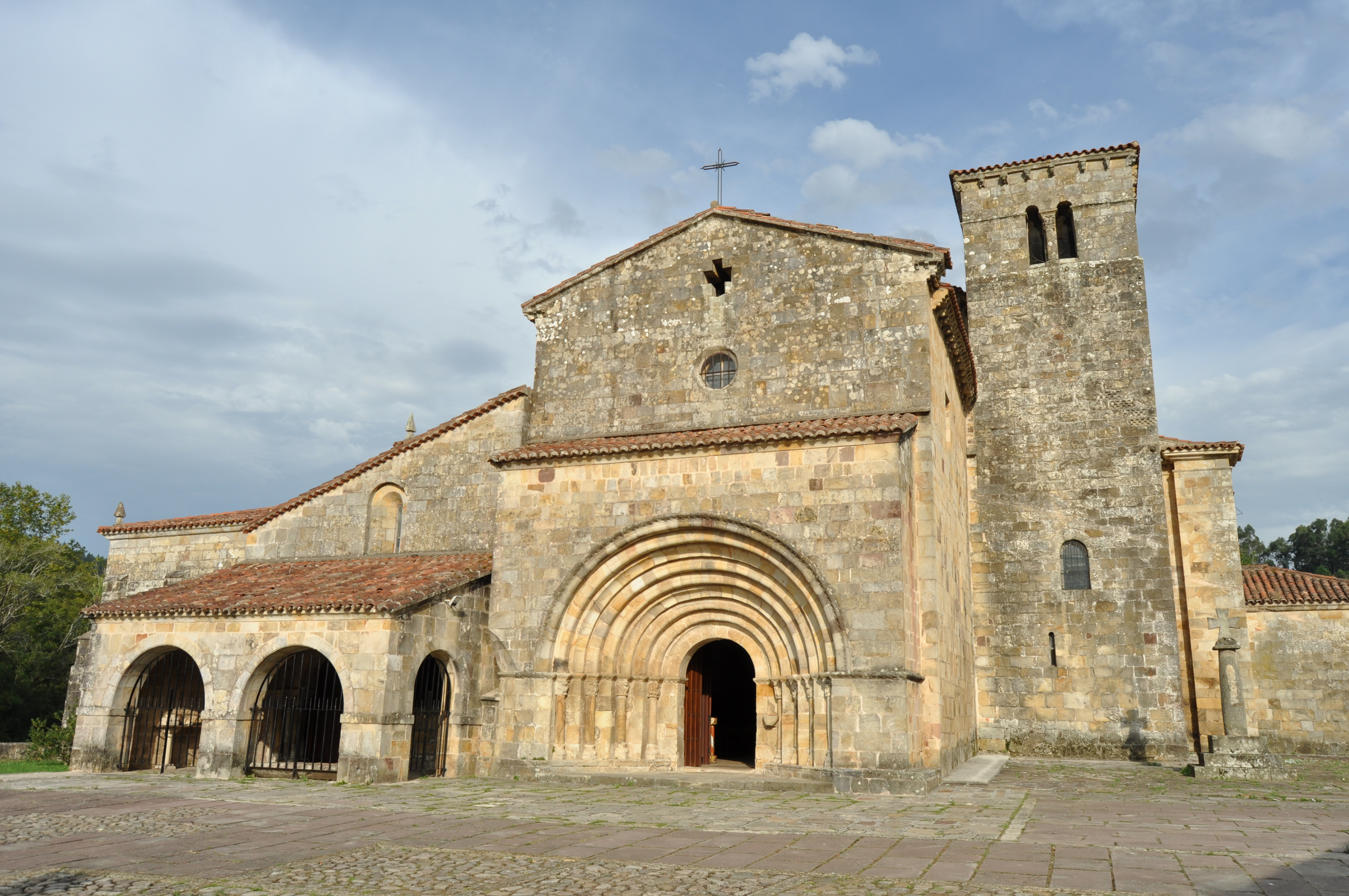
Colegiada de Santa Cruz de Castañeda

A partir do século IX teve grande importância na região o repovoamento, impulsionado pela criação de mosteiros, nomeadamente o de San Vicente de Fístoles (no município de Santa María de Cayón) e o de Santa Cruz [es] de Castañeda. O historiador Lasaga Larreta (1839–1902) apontava os Vales Pasiegos como a possível localização de Primorias, um território mandado repovoar por Afonso III das Astúrias (r. 866–910).
Além dos mosteiros foram construídos outros edifícios religiosos românicos ao longo dos séculos XI, XII e XIII, algumas das quais ainda existentes, como a já mencionada Santa Cruz de Castañeda, a de Santa María de Cayón ou de São Miguel de Carceña [es] (do mesmo município), entre outros. Esses edifícios demonstram a importância da comarca durantes esses séculos.
A partir do século XI foi-se formando na parte altas destes vales um habitat humano especial e único, cuja economia se baseava na pastorícia transumante. Essas gentes depois conhecidos (e ainda hoje) como pasiegos instalaram-se principalmente nas encostas dos montes dos vales do Miera, do Pas e outros vales contíguos. O povoamento era disperso, e os locais habitavam cabanas feitas inicialmente de tabla (tábuas) e posteriormente de pedra — as chamadas casas vividoras — que ocupavam nos meses de primavera e verão, quando os pastos eram bons. Durante esses meses recolhiam suficiente feno para alimentar as vacas e desciam para as aldeias. Estes núcleos de povoação estáveis foram formando as vilas pasiegas: Vega de Pas, San Pedro del Romeral e San Roque de Riomiera.
Os documentos mais antigos revelam que os locais se moviam sob o patrocínio real ou de mosteiros num extenso território na região transalpina montanhesa, gozando do privilégio real de estarem isentos de pagar portagens de passagem ou de pastos locais ou feudais. Esse território estendia-se por várias comarcas da Cantábria oriental e do norte de Burgos. As comarcas e vilas ou municípios da área de atuação dos pastores pasiegos não objetavam que eles usassem territórios selvagem, por serem áreas previamente preservadas como  caazaderos reales (coutadas reais), conforme demonstram documentos do século XII. Esses territórios tinham sido classificados como montes "bravios e agrestes", ricos em ursos e outra fauna selvagem. Documentos dessa altura, em particular as Cartas de Doação Real de 1206, determinaram a jurisdição precisa desses vales à vila de Espinosa de los Monteros e aos membros da sua guarda lá residentes.

### Arquitetura religiosa
Além dos mosteiros mais antigos já referidos, dos séculos IX a XIII, nos séculos XVI e XVII foram fundados outros grandes conventos, como o de São Francisco em El Soto e o convento franciscano de La Canal (no município de Villafufre), além de igrejas barrocas, construídas por artesãos e artistas locais.
Nessa época também houve muita emigração para "as Índias"; os emigrantes que regressavam ricos
ficaram conhecidos como indianos [es] e alguns patrocinaram a construção de igrejas, capelas, torres e a aquisição de obras de arte. Os melhores exemplos disso encontram-se na Obra Pia de Bárcena de Carriedo (no município de Villacarriedo), fundada pelo indiano Manuel Rodríguez, a reconstrução da igreja de São Miguel em Llerana (no município de Saro), à qual foram adicionados dois retábulos, um na sacristia e outro no altar-mor. Na torre desta igreja foi criado um museu sobre os indianos do vale de Carriedo.

## Geografia

### Municípios e subcomarcas
| Município             | Área (km²) | População (2021) | Densidade (hab./km²) |
| --------------------- | ---------- | ---------------- | -------------------- |
| Castañeda             | 19,2       | 3 029            | 157,8                |
| Corvera de Toranzo    | 49,5       | 2 054            | 41,5                 |
| Luena                 | 90,5       | 623              | 6,9                  |
| Puente Viesgo         | 78,7       | 2 902            | 36,9                 |
| San Pedro del Romeral | 57,4       | 474              | 8,3                  |
| San Roque de Riomiera | 35,7       | 337              | 9,4                  |
| Santa María de Cayón  | 48,2       | 9 205            | 191                  |
| Santiurde de Toranzo  | 36,8       | 1 695            | 46,1                 |
| Saro                  | 17,8       | 519              | 29,2                 |
| Selaya                | 39,3       | 1 854            | 47,2                 |
| Vega de Pas           | 87,5       | 748              | 8,5                  |
| Villacarriedo         | 50,7       | 1 625            | 32,1                 |
| Villafufre            | 30,1       | 1 012            | 33,6                 |

| Subcomarca tradicional                  | Municípios                                              |
| --------------------------------------- | ------------------------------------------------------- |
| Pasieguería ou Las Tres Villas Pasiegas | San Pedro del Romeral San Roque de Riomiera Vega de Pas |
| Vale de Carriedo                        | Saro Selaya Villacarriedo Villafufre                    |
| Vale de Cayón                           | Santa María de Cayón                                    |
| Vale de Luena                           | Luena                                                   |
| Vale de Toranzo                         | Santiurde de Toranzo Corvera de Toranzo                 |

Além destes municípios, também fazem parte da mancomunidade dos Vales Pasiegos os de Miera e Liérganes, que tradicionalmente são considerados da comarca de Trasmiera,[carece de fontes?] e o de Penagos, da comarca de Santander.

### Espaço naturais protegidos
A orografia da comarca, a erosão causada pelos rios e a ação do homem nos espaços habitados fizeram dos Vales Pasiegos uma região que se destaca pelos seus valores naturais e culturais, o que está na origem da classificação de vários locais como "sítios de importância comunitária":

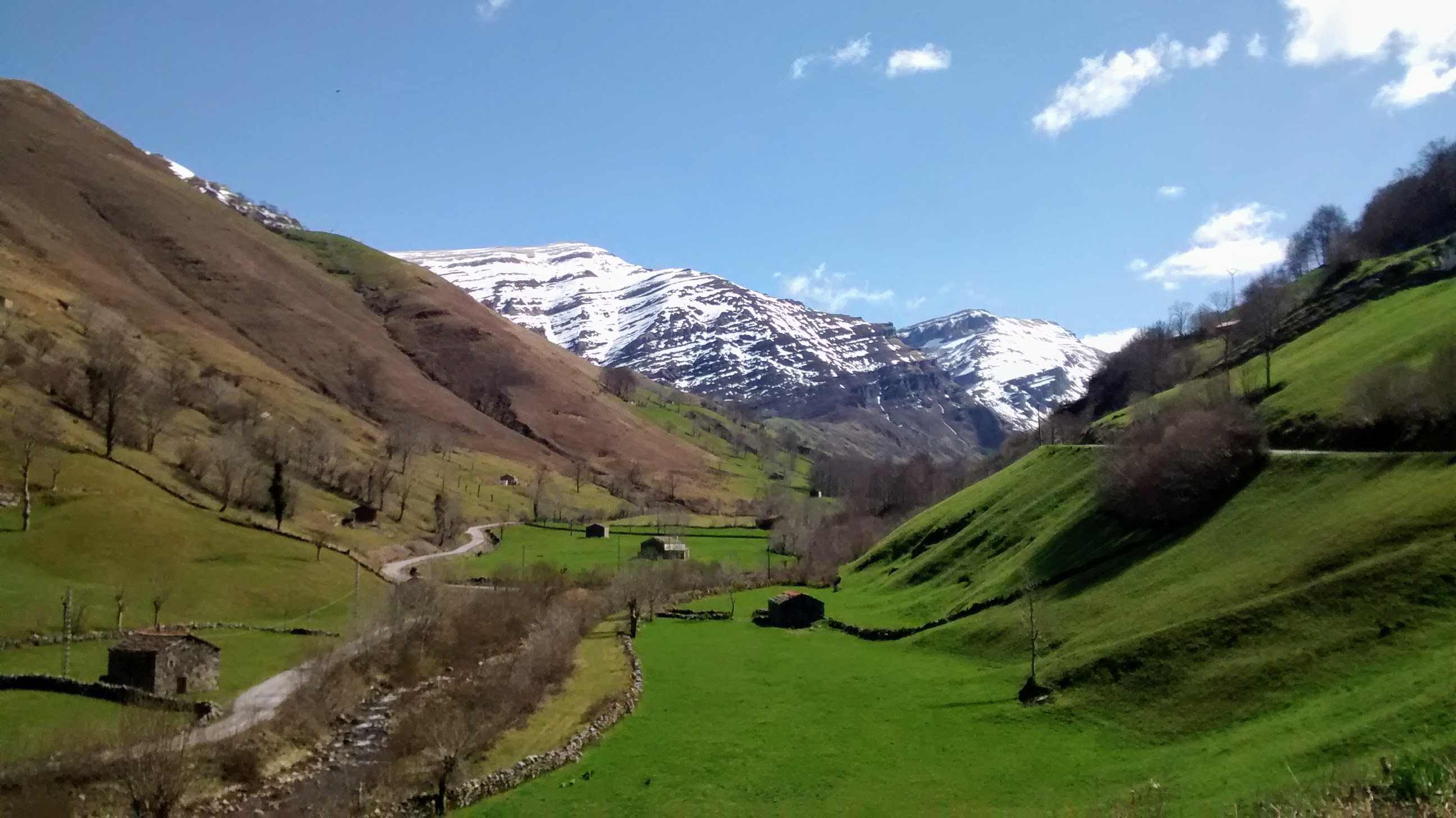
Vale do Miera no município de San Roque de Riomiera

- Serra do Escudo [es] [7] — Faz parte do alinhamento principal da cordilheira Cantábrica e abrange uma área de 3 198 hectares no município de Luena. As suas montanhas mais altas não ultrapassam os 1 400 m. Devido à altitude, o clima é frio e húmido o que, juntamente com as zonas endorreicas, situadas em depressões fechadas, favorece a existência de áreas permanentemente encharcadas. Essas áreas geraram turfeiras que continuam a evoluir atualmente, e desenvolveram uma vegetação adaptada à saturação de água, constituindo um dos habitats prioritários da Diretiva 92/43 da União Europeia sobre habitats. A vegetação da serra é constituída principalmente por charnecas e pastagens usadas para a criação de gado.
- Montanha oriental [es] [7] — Situada na extremidade oriental da cordilheira Cantábrica, abrange 21 679 ha (21% nos Vales Pasiegos) nos maciços de Castro Valnera [es], Alto Asón [es] e na serra do Hornijo, incluindo as cabeceiras dos rios Pas [es], Pisueña [es], Miera e Asón. Os relevos desta área são muito abruptos, com altitudes que vão desde os 300 metros nos fundos dos vales até aos 1 707 do cume do Castro Valnera. Os solos são sobretudo terrígenos[a] no norte, tornando-se calcários à medida que se sobre em altitude e se desce em latitude. Esta característica, aliada ao clima frio e chuvoso durante quase todo o ano, originaram que esta zona tenha as formações cársticas mais importantes da Cantábria, existindo mais de 50 cavernas e formações subterrâneas com dezenas de quilómetros. A vegetação alterna entre matas e charnecas, destacando-se nas espécies arbóreas principalmente as faias, algumas de grandes dimensões, embora a presença de azinheiras também seja importante. No que toca à fauna, a área é uma das mais importantes para a proteção de várias espécies de morcegos.
- Rio Pas [es] [7] — Com 957 ha (82% nos Vales Pasiegos), é o maior sítio natural de importância comunitária da vertente cantábrica. Abrange o leito do rio Pas desde a sua nascente, no sopé do Castro Valnera, até à sua foz, na ria de Mogro [es], junto à costa, num trajeto de mais de 50 km. Inclui também o leito do seu principal afluente, o rio Pisueña, bem como todos os afluentes mais importantes na zona da cabeceira. Tanto o Pas como o Pisueña correm em áreas abertas, onde se formaram grandes planícies aluviais, exceto nas cabeceiras e nas partes em que passam por serras transversais. A jusante da confluência dos dois rios há uma grande planície aluvial, onde o Pas tem meandros, havendo também ilhas fluviais e leitos abandonados devido à deslocação do leito. Esta é uma zona onde abundam bosques ribeirinhos, provoados principalmente de amieiros e salgueiros. O rio tem também um grande valor etnográfico, pois nas suas águas aparece o apreciado salmão.
- Rio Miera [7] —  Abrange uma área de 395 ha (25% nos Vales Pasiegos), que vai desde a nascente no Portillo de Lunada [es], a mais de mil metros de altitude, até à foz na Ria de Cubas [es], junto à baía de Santander, além dos principais afluentes. O curso alto do rio é estreito no vale com o seu nome , fluindo sobretudo por terrenos calcários, até à vila de Liérganes. Nas suas margens há bons exemplos dos bosques de galeria dos rios da vertente cantábrica. Depois desses vales estreitos, tanto o rio Miera como os seus afluentes a jusante correm sinuosamente entre os prados e os centros das vilas, com amieiros e salgueiros (este de menor porte) nas suas margens. O rio caracteriza-se pela ausência de uma seção média típica dos rios cantábricos. Nos últimos anos a lontra tem marcado presença nas partes altas do rio, um indicador da qualidade das suas águas.

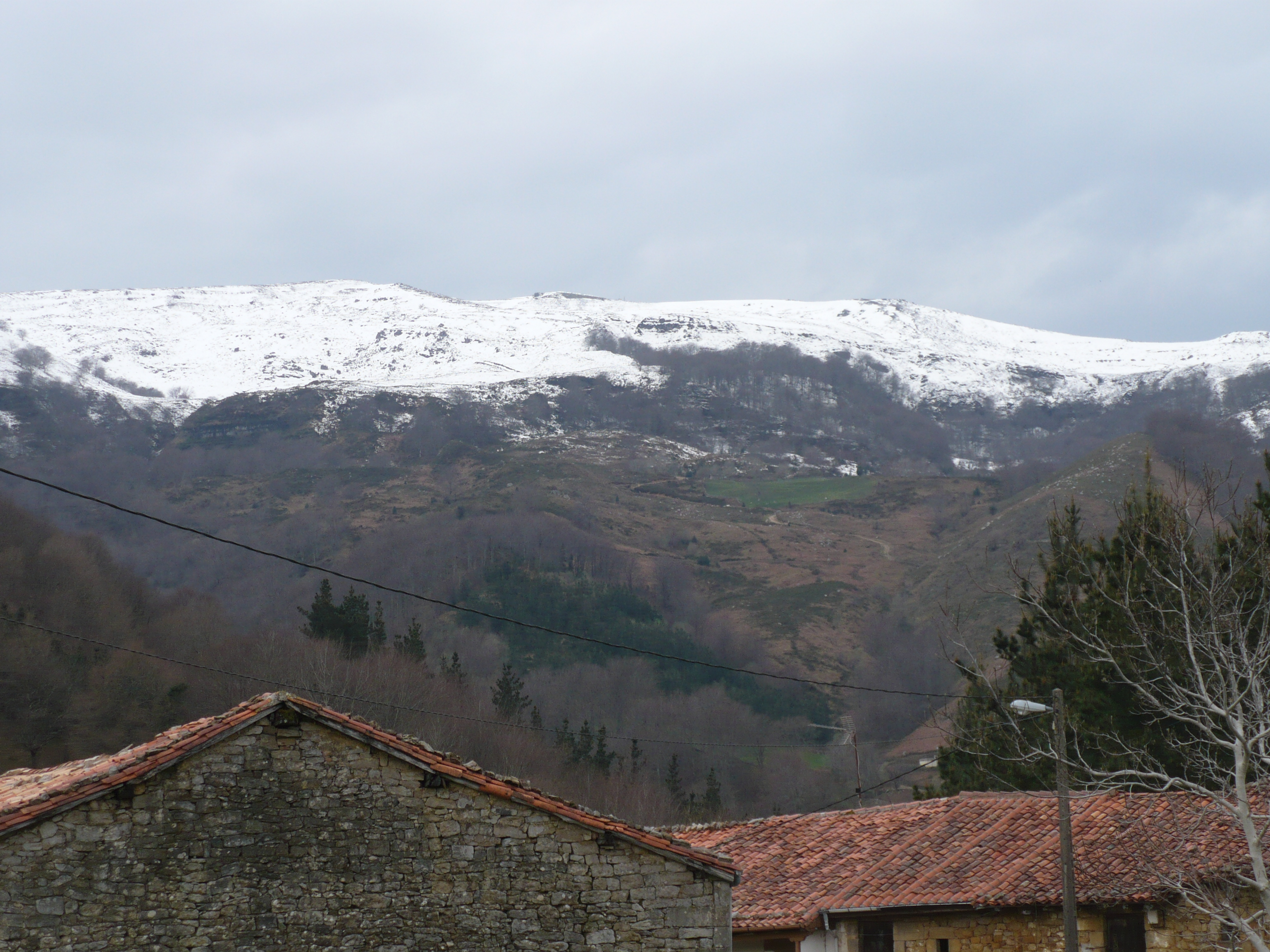
Vista parcial desde Luena do Mediajo Frío [es] (ou Miyaju Altu em cântabro), na serra do Escudo
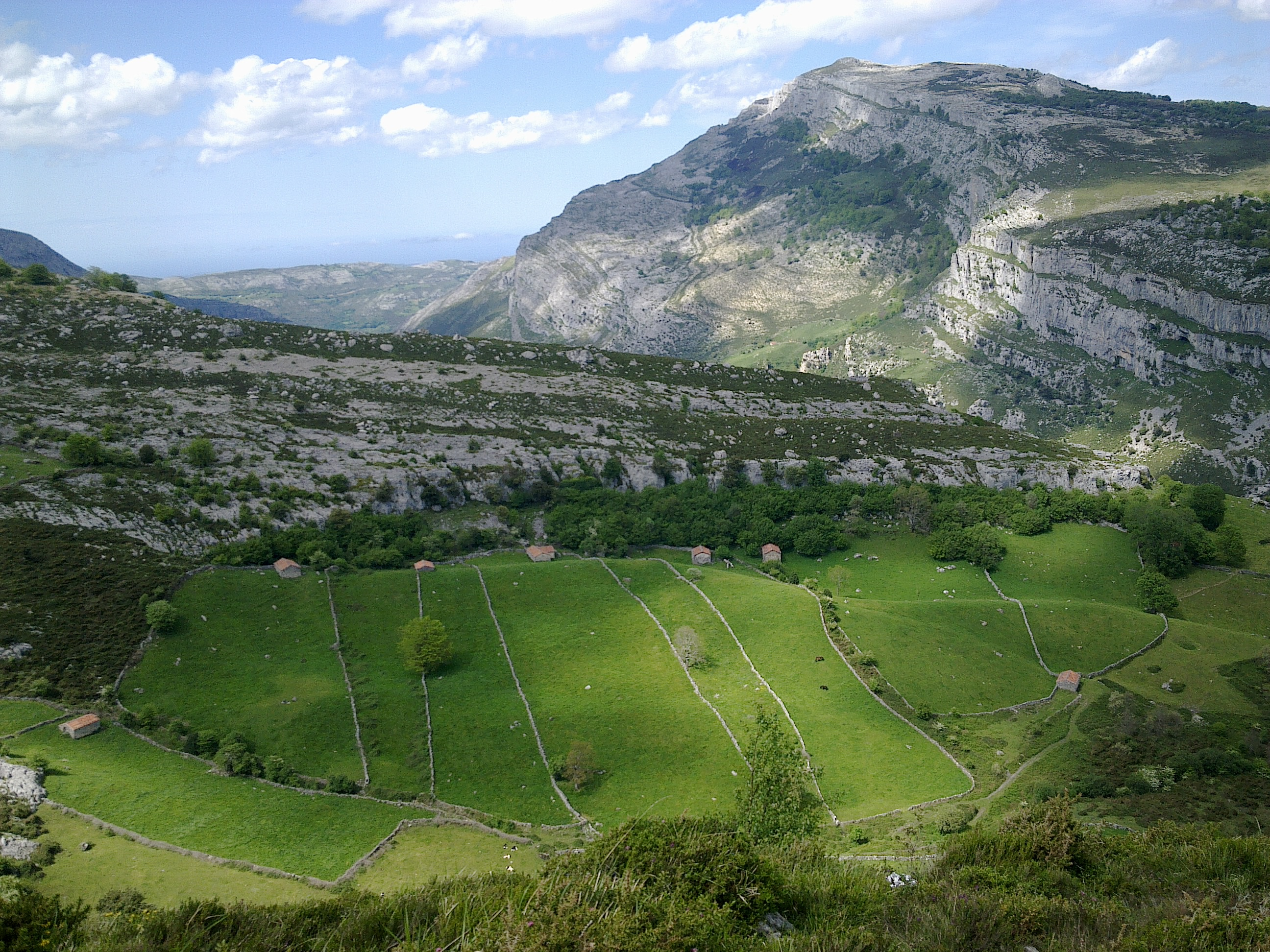
Montanha oriental
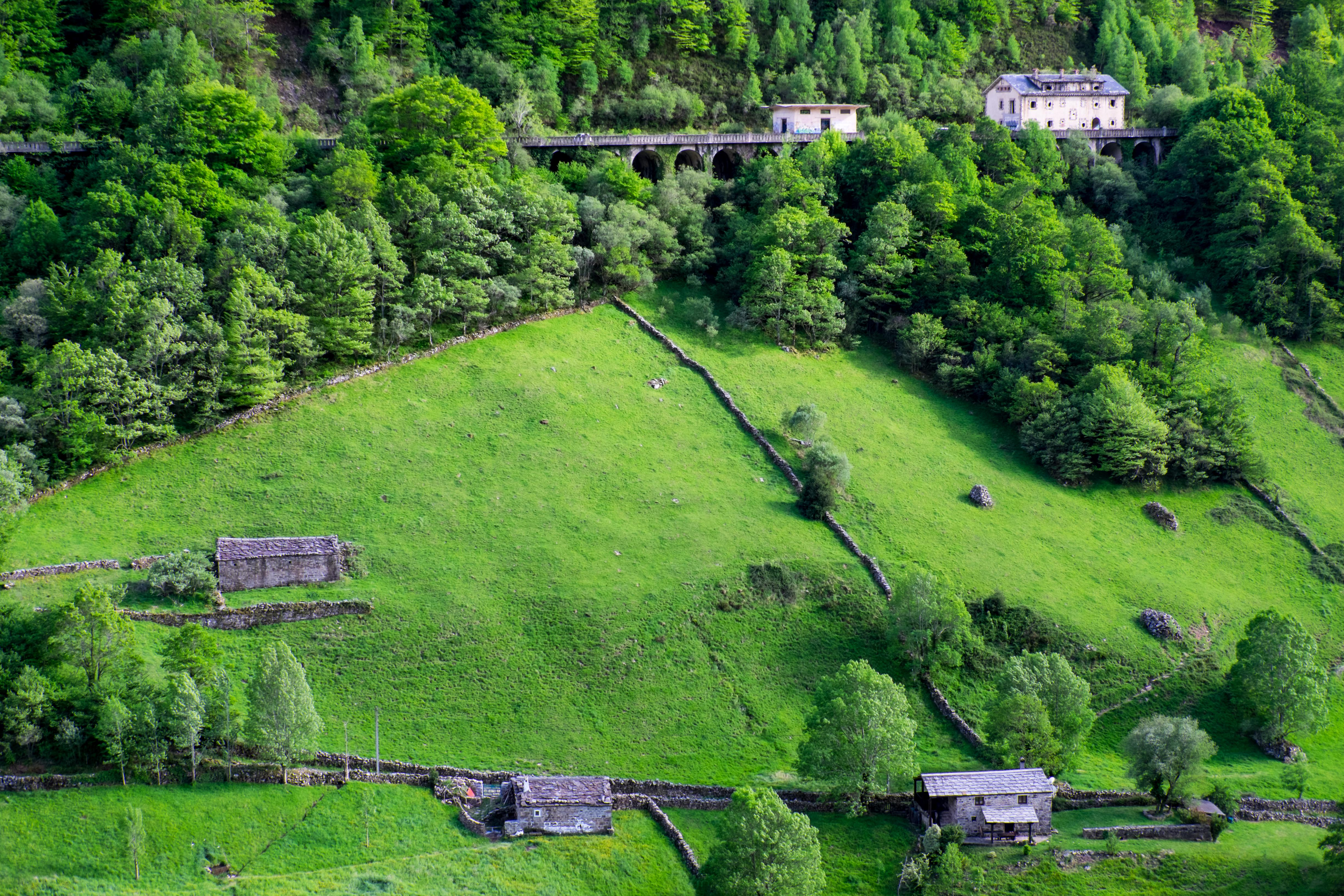
Estação de Yera, no vale do Pas
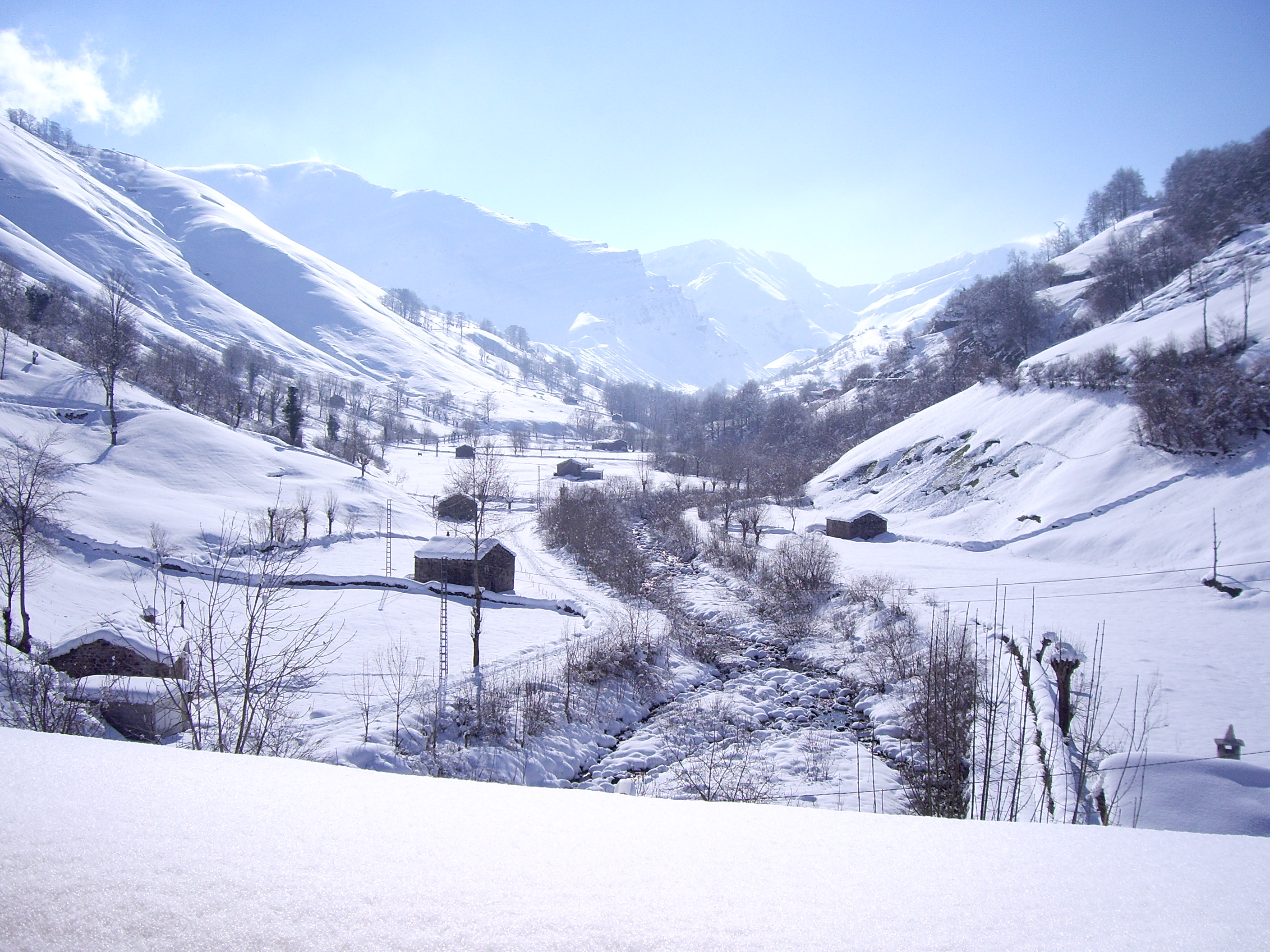
Vale do Miera no município de San Roque de Riomiera